# Дуда, Мариуш
Мариуш Дуда (пол. Mariusz Duda; род. 1975) — вокалист и басист известной прог-группы Riverside. Ранее он играл в группах Xanadu и Indukti, с последней записал альбом S.U.S.A.R.. Его первый сольный альбом, Lunatic Soul, был выпущен на лейбле Kscope в октябре 2008 года. В альбоме использовалась акустическая, а не электро-гитара, при этом, в целом, звучание не было полностью акустическим, поскольку применялись электронные клавишные и звуковые эффекты. В 2010 и 2011 вышли последующие диски проекта Lunatic Soul.

## Биография
Мариуш Дуда родился 25 сентября 1975 года в городе Венгожево. Когда ему было десять лет, его мать записала его на урок игры на фортепиано. В 15 лет вместе со своими школьными друзьями основал группу Decay. Именно тогда он впервые взял на себя роль поющего басиста. Группа играла металлическую музыку, вдохновлённую такими формациями, как Metallica, Testament, Flotsam и Jetsam. Вместе с Decay Дуда отыграл первый концерт в своей жизни на рок-фестивале в Венгожево в 1991 году. В сентябре 1992 года он присоединился к неопрогрессивной формации Xanadu, где он первоначально играл роль клавишника. После нескольких месяцев работы в двух группах Дуда покинул ряды Decay и сосредоточился только на Xanadu. После сдачи выпускных экзаменов в 1994 году он решил взять отпуск на год и сосредоточиться на музыке. В том же году вместе с Xanadu он выступил на фестивале в городе Яроцин. В 1995 году он начал заочное юридическое образование в Торуни. Год спустя Xanadu записал альбом "Wczorajsze ślady" (Следы вчерашнего дня). Материал никогда не выпускался официально. В 1996 году группа Xanadu на время прекратила своё существование, а Дуда сосредоточился на роли организатора. Он организовывал концерты, руководил театральными представлениями и писал им музыку. В 1997 году он бросил учёбу и вернулся к созданию музыки в различных группах. Но не видя возможности развития музыкальной карьеры в своём родном городе, в 2000 году он решил переехать в Варшаву. Он работал в компании по прокату автомобилей, посещал школу рекламы, после работы со своими коллегами по работе он играл в метал-группе Hexen. У формирования не было планов на профессиональную карьеру, но благодаря совместному использованию комнаты для репетиций, в ноябре 2001 года он встретился с Петром Козерадски, Яцеком Мельницким и Петром Грудзинским, в результате чего он присоединился к ним под названием Riverside.

## Дискография

### С Xanadu
- Wczorajsze ślady (1996)

### С Riverside
- Out of Myself (2003)
- Voices in My Head (EP, 2005)
- Second Life Syndrome (2005)
- Rapid Eye Movement (2007)
- Reality Dream (2008)
- Anno Domini High Definition (2009)
- Reality Dream Trilogy (2011)
- Memories in My Head (EP, 2011)
- Shrine of New Generation Slaves (2013)
- Love, Fear and the Time Machine (2015)
- Wasteland (2018)
- ID.Entity (2023)

### С Lunatic Soul
- Lunatic Soul (2008)
- Lunatic Soul II (2010)
- Impressions (альбом)Impressions (2011)
- Walking on a Flashlight Beam (2014)
- Fractured (2017)
- Under the Fragmented Sky (2018)
- Through Shaded Woods (2020)

### Соло
альбом
- Lockdown Spaces (2020)
- Claustrophobic Universe (2021)
- Interior Drawings (2021)
- AFR AI D (2023)

сингл
- The Song of a Dying Memory (2020)
- Are You Ready for the Sun (2020)
- Knock Lock (2020)

### Как сессионный музыкант
- S.U.S.A.R., Indukti (2004) (вокал в трёх треках: Freder, Cold Inside…I, Shade)
- Metanoia, Amarok (2004) (вокал в шести треках: Canticle, Rules, Look Around, Come What May, The Moment, The Day After…)
- Lighthouse, iamthemorning (2016) (вокал в треке Lighthouse)